# Советско-Китайская палеонтологическая экспедиция
Советско-Китайская палеонтологическая экспедиция — экспедиция организованная советскими и китайскими учеными в 1959—1960 годах. Работала в северных районах Китая: на территории Внутренней Монголии, в пустыне Алашань, горных районах Нинся и Ганьсу, в высокогорной впадине Цайдам.

## История
Это была уже третья крупная палеонтологическая экспедиция в Гоби. В начале XX века здесь побывала американская комплексная Центрально-Азиатская экспедиция (1918—1930), маршрутного типа, открывшая большое количество местонахождений древних млекопитающих и динозавров. Экспедиция не проводила крупных раскопок, хотя и собрала огромный материал ископаемых остатков животных и растений.
Следующей в район Гоби отправилась Советско-Монгольская палеонтологическая экспедиция АН СССР (1946—1949), проводившая крупномасштабные раскопки, но ограниченная территорией Монгольской народной республики. За десять лет сборы экспедиции, в основном, были обработаны, возникло много новых вопросов и гипотез, требующих проверки. Поэтому запланированные исследования имели важное значение для дальнейшего исследования ископаемых фаун Центральной Азии.

## Участники
С китайской стороны экспедицию возглавил специалист по ископаемым млекопитающим доктор Чжоу Минчен (Chou Ming Chen). С советской стороны руководить экспедицией должен был профессор И. А. Ефремов, но состояние здоровья не позволило ему выехать в Гоби, и возглавить экспедицию предложили А. К. Рождественскому.
Общий состав экспедиции достигал 80 человек. С советской стороны принимали участие палеонтологи: П. К. Чудинов, Б. А. Трофимов, Н. И. Бурчак-Абрамович, И. А. Дуброво, И. М. Клебанова, М. А. Шишкин, Я. М. Эглон; препараторы М. Ф. Лукьянова и В. А. Пресняков и др.
Экспедиции были приданы 14 автомобилей и два бульдозера, что значительно расширило её возможности.

## Полевой сезон 1959 года
В этом году экспедиция работала на территории Внутренней Монголии (Китай).
Были обнаружены и собраны скелеты, черепа и отдельные кости динозавров: бактрозавров, утконосых и хищных динозавров (местонахождение Ирэн-Нор, названное американской экспедицией — Ирэн-Добасу); пробактрозавров (Маорту).
Добыты обширные материалы по палеогеновым млекопитающим: эмболотериям из семейства бронтотериевых (Ирдин-Манга, Сухайту); археомериксам, примитивным носорогам — джуксиям (Ула-усу); халикотериям, древним тапирообразным и свинообразным, креодонтам (Ирдин-Манга); хоботным платибелодонам, миоценовым жирафам, носорогам (Тунгур).
Особый интерес представляют находки целых скелетов бактрозавра, эмболотерия, джуксии и серии из 40 скелетов древнейших жвачных археомериксов. Последнее открытие особенно важно для изучения внутривидовой изменчивости, так как в руки палеонтологов очень редко попадает большое количество ископаемых остатков одного вида, такой степени сохранности.

## Полевой сезон 1960 года
Были найдены три полных скелета пробактрозавра, остатки хищных динозавров и редких в Гоби зауропод (Маорту); скелеты анкилозавра, хищного джилантайзавра (хилантаизавр), остатки позднемеловых пситтакозавров и протоцератопсов (Тао-Суэй-Гоу). Кроме того, продолжались работы по извлечению найденных ранее находок.

## Результаты
Протяженность разведочных маршрутов экспедиции за два года составила около 30000 километров; было обследовано более 40 местонахождений динозавров и ископаемых млекопитающих, добыто около 70 скелетов, не считая многих десятков черепов и тысяч отдельных костей. Экспедицией собраны интересные остатки палеогеновых и третичных рыб, черепах и птиц. Многие находки экспедиции экспонируются в Палеонтологическом музее ПИН РАН и Китайском Палеозоологическом музее (en:Paleozoological Museum of China).
Экспедиция сделала большой шаг в изучении центрально-азиатской фауны наземных позвоночных. Изучение собранных коллекций позволило не только пополнить список ископаемых животных, неизвестных науке ранее, но и выявить дополнительные родственные связи между ископаемыми фаунами Центральной Азии и других материков.
К сожалению, экспедиция работала в период ухудшения советско-китайских отношений, и несмотря на перспективность, не получила продолжения.